# Shayfeencom
Shayfeencom је антикорупцијска организација у Египту. Shayfeen.com, касније назван Shayfeencom (егип.: Посматрамо вас), је иницијатива започета од стране три египатске жене (ТВ новинарке, професорке на универзитету и консултанткиње маркетинга) да помогну увођење политичких реформи и демократије у њиховој земљи.
Shayfeencom је популаран покрет чији фокус је на надгледању легалности и интегритета прецедничких и парламентарних избора у Египту путем учешћа јавности. Покрет има за циљ окончање свих врста корупције у владиним и невладиним институцијама. Путем јавног надгледања тежи се подизању нивоа образовања и свести јавности у погледу значењжа и принципима демократије. Покрет је основала 2005. године група неполитички оријентисаних индивидуа. Тада је започето надгледање првих вишепредседницких избора у Египту. Током првог месеца ове иницијативе, 5000 људи је волонтирало. Данас, овај покрет обухвата преко 10 оснивача са више хиљада чланова. Он је непрофитна организација без политичких у економских идеологија. У финансирању покрета учествују египатски грађани.

## Одбор повереника
Мубараков режим је својевремено забранио овај покрет. Након свргавања Мубарака у 2011, покрет је поново успостављен са новим члановима.
- Абеиа Ел-Банхави
- Ахмед Хафез
- Шерифа Ел-Табеи
- Далија Сами
- Енги Ел-Хадад
- Фатма Зацкарииа
- Хеба Хилали
- Лаила Амири
- Мохамед Иехиа
- Ботхаина Камел
- Мостафа Хегази
- Неемат Халил
- Рагиа Омран
- Схереен Ел-Тоуни
- Сабрине Ебу Сабаа
- Мохамед Абдел-Азиз
- Ахмед Ел Рефаи
- Акмал Кортам